# Gabian
Gabian är en kommun i departementet Hérault i regionen Occitanien i södra Frankrike. Kommunen ligger i kantonen Roujan som tillhör arrondissementet Béziers. År 2022 hade Gabian 864 invånare.

## Befolkningsutveckling
Antalet invånare i kommunen Gabian
Referens:INSEE